# Lithocarpus henryi
Lithocarpus henryi là một loài thực vật có hoa trong họ Cử. Loài này được (Seemen) Rehder & E.H.Wilson mô tả khoa học đầu tiên năm 1916.